# 痺れ
痺れ（しびれ、英: numbness）は、知覚減退（英語: hypoesthesia）（触っても感覚が鈍い、痛さ、冷たさ、熱さを感じにくい）、異常感覚（ピリピリする感じ、針で刺されたような・焼けつくような感じ）、運動麻痺（手足に力が入りにくい、動きが悪い）などの様々な症状に対して用いられる言葉である。
何らかの原因で血管内の血流が滞ると、中枢神経・末梢神経に障害が起こり、力が入らない、電撃を常に与えられているような異常な感覚が続くなどの現象が起こる。
脳疾患などの重病から起こるものや、正座などによって起こるただの一時的なものまでさまざまである。

## 痺れを起こす疾患
痺れを起こす疾患は多岐にわたる。亜急性脊髄連合変性症、過呼吸、テタニー、ヒステリー、脳血管障害、脳腫瘍、多発性硬化症、脊椎疾患、手根管症候群、多発ニューロパチー、薬剤性と多岐にわたる。基本的に神経の圧迫（末梢神経において運動神経と感覚神経は並走するので両方検査すること）や血流障害などがあれば容易に痺れは起こりうると考えてよい。但し痺れ自体は単独では診断学的な価値は極めて低い。これらの疾患は他の随伴症状を踏まえることで診断をするべきであり、痺れが主訴で想起すべき疾患は実はかなり少ない。基本的には手の痺れでは頸椎症を始めとする頸椎疾患と手根管症候群、足の痺れならば脊髄病変（頚椎、胸椎、腰椎どれでもよい）か多発神経炎の計4つを診断できれば、日常診療では十分である。（脳卒中や多発性硬化症でしびれのみで来院ということはほぼない） その他、脊髄髄節レベルに一致しないような痺れや痛みのほとんどは、関節機能異常joint dysfunctionによるものと言われている。

## 足の痺れ
脊髄病変
頚部、胸部、腰部どこの障害でも足の痺れは起こりえる。脊髄病変を積極的に疑う所見としては膀胱直腸障害である。歩行障害も認める場合が多く、大抵は階段を下るときが辛いという。階段を下るとき辛いというのは下肢の痙性麻痺や運動失調を強く疑うエピソードである。上りが辛いという場合は筋力低下は疑えるものの診断学的価値はかなり低い情報となってしまう。怒責や咳、くしゃみによって放散痛が生じることも脊髄病変では特徴的である。脊髄病変を起こしやすい職業歴として柔道、ラグビー、レスリングの選手やタクシーの運転手が多いということも念頭に置くべきである。
多発神経炎
脊髄病変を疑えるエピソードがない場合は多発神経炎（ポリニューロパチー）を考える。この病気ではつま先から徐々に症状が上行してきて、運動神経よりも感覚神経の方が優位に障害されるのが特徴的である。多発神経炎は原因疾患の検索が重要である。糖尿病、アルコール、薬剤性などが高頻度である。悪性腫瘍や全身性血管炎でも生じうる。

## 手の痺れ
頚髄病変
脊髄の病変でも手の痺れは生じうる。手が痺れる場合、その責任病巣は頚髄であり、頸椎症が原因疾患であることが非常に多い。痺れの領域は基本的にはデルマトームに従う。足の痺れの場合と同じで膀胱直腸障害、階段を下る際に辛い、怒責で放散痛が生じる、スポーツ選手やタクシードライバーに多い。
手根管症候群
手根管症候群は特発性のものでは中年の女性に多い。長時間のパソコン、キーボード操作やピアノの演奏などが誘発因子になることもある。基礎疾患としては妊娠、透析、甲状腺機能低下症、先端巨大症といったものがある。特に甲状腺機能低下症は手根管症候群が受診契機になることもある。筋肥大や嗄声といった症状にも注意したい。ファーレンテスト（Phalen Test、手首関節を屈曲させることで痺れを誘発する）やティネル徴候（Tinel Sign、手根管の部分で正中神経を叩くことで痺れを誘発する）といった神経徴候が有名である。感度、特異度ともに優れている検査としてはハンドダイアグラムという検査がある。これは痺れている領域を患者に絵で描いてもらうもので、正中神経の支配領域である第1～3指のみである場合はかなり手根管症候群が疑わしい。掌にまで及ぶとほかの疾患の合併の可能性もある。この

## 脳卒中との関係
痺れを主訴にする患者の多く、脳血管障害の可能性を考えて来院する。近年はTIAという概念が確立し脳血管障害の前兆であるのではないかと受診する場合が多い。基本的には痺れは脳血管障害と関係ない。但し以下の場合は脳血管障害の可能性がある。
明らかな急性発症であり筋脱力を伴う場合
片側の上下肢の分布であるとき
脳血管障害を積極的に疑う分布の場合（顔と片側と反対側の上下肢とか口と手掌など）
こういった場合を除き、脳血管障害の心配はないことを告げることが大切である。安易に抗血栓薬（アスピリンなど）を処方するべきではない。高齢者はしびれを主訴に来院する場合が多いが、どんなに検索しても重要な疾患が見つからず特発性良性慢性しびれという診断になってしまうことが多い。
痺れで重要な疾患としては顔面の痺れというものがある。これは脳血管障害や悪性腫瘍の可能性が高く、精査が必要である。また亜急性、即ち数週間で経過する四肢の痺れも悪性腫瘍や血管炎の可能性が高い。

## 痺れの治療
可能ならば原疾患の治療を行うべきである。しかし症状緩和の意味や特発性良性慢性しびれの除外のために以下の処方がしばしば用いられる。
特発性良性慢性しびれ
軽症であればアリナミンF（ビタミンB1）50mg 1×やメチコバール（メコバラミン、ビタミンB12）1500μg 3×、ユベラN（トコフェノール、ビタミンE）100mg 2×、ビタメジンカプセル50mg 1×（複合ビタミン剤）などを使用する。また心因性の場合も多いため、抗不安薬も併用することもある。
末梢神経障害
糖尿病性ニューロパチーの場合は軽症の場合はキネダック150mg 3×（エパレスタット）がよく用いられる。キネダックはアルドース還元酵素の阻害薬でありアルドース還元酵素を特異的に阻害し神経内のソルビトール蓄積を抑制する。神経が不可逆的阻害を受けていなければ有効とされている。糖尿病性神経症の疼痛やしびれに使用されることが多い。尿が赤くなるが、それは特に問題とならない。痛みが強くなってきた場合はキネダック150mg 3×に加えてメキシチール（メキシレチン）300mg 3×を併用する場合が多い。メキシチールはⅠb群の抗不整脈薬であり、不整脈を誘発することがあるので投与まえに心電図を検査することが望ましい。1か月をめどに使用し効果がなければ2週間で退薬する。また痛みが難治性となった場合はテグレトール400mg 2×（カルバマゼピン）を使用することも多い。この痛みによってうつ状態となることも多く、抗うつ薬、抗不安薬が効果的な場合もある。トフラニール30mg 3×（イミプラミン）は三環系抗うつ薬であり、セルシン6mg 3×（ジアゼパム）は抗不安薬である。セルシンとテグレトールの併用はしばしば行われる。なお、日常生活に支障がでるほどの糖尿病性神経症では神経が不可逆的な変化を起こしておりこれらの薬物が効果的でない場合も多い。その場合、痛み、しびれは訴えないこともある。
アルコールや栄養障害のニューロパチーを疑った場合はビタメジンカプセル(50)3C3×とメチコバール 1500μg 3×を併用することもある。
手根管症候群
この場合は原疾患の治療とNSAIDｓによる疼痛を行う場合が多い。浮腫に対してラシックス&reg（フロセミド）;40mg1×も使用される。
神経痛
テグレトール（カルバマゼピン）が頻用される。帯状疱疹後などではフランドルテープが効果的なこともある。

## 他の用法
「痺れ」という単語は他にも用法がある。
- 我慢して待つ 例文：もう痺れが切れた。（もう待てない。）
- 感動 例文：あの人の歌には痺れた。（あの人の歌に感動した。）